# رباعي بروميد الكربون
رباعي بروميد الكربون (أو رباعي برومو الميثان) هو مركب لاعضوي صيغته CBr4، ويوجد على شكل صلب عديم اللون.

## التحضير
يحضر المركب من تفاعل برومة الميثان بعنصر البروم؛ كما يمكن الحصول على هذا المركب أيضاً من خلال عملية تبادل هالوجيني عن طريق تفاعل رباعي كلوريد الكربون مع بروميد الألومنيوم عند الدرجة 100 °س.

## الخواص
يوجد المركب في الشروط القياسية من الضغط ودرجة الحرارة على هيئة صلب بلوري عديم اللون، والذي يأخذ لوناً أصفر إلى بني عند الإشابة؛ وهو عملياً غير منحل في الماء.
تبلغ قيمة طاقة الارتباط بين C–Br مقدار 235 كيلوجول/مول.

## الاستخدامات
يستخدم رباعي بروميد الكربون من أجل إشابة زرنيخيد الغاليوم بالكربون (GaAs:C) بواسطة تقنية تقيل الحزمة الجزيئية (MBE).